# 6537 Adamovich
Adamovich (asteróide 6537) é um asteróide da cintura principal, a 1,7508395 UA. Possui uma excentricidade de 0,1962756 e um período orbital de 1 174,38 dias (3,22 anos).
Adamovich tem uma velocidade orbital média de 20,18009256 km/s e uma inclinação de 4,02465º.
Este asteróide foi descoberto em 19 de Agosto de 1979 por Nikolai Chernykh.